# Simon Birkefeldt
Simon Ellersgaard Birkefeldt (født 22. januar 1991) er en dansk håndboldspiller, der spiller for Ribe-Esbjerg HH som højre back. Han har tidligere optrådt for Aarhus Håndbold, Team Tvis Holstebro, IFK Kristianstad og MT Melsungen.
I marts 2024 rev han allikelscenen over, hvilket holdte ham ude resten af sæsonen.